# قانون عام
القانون العام أو القانون العمومي (بالإنجليزية: Public law)‏ هو مجموعة من القواعد القانونية التي تنظم العلاقات التي تكون الدولة طرفاً فيها بصفتها صاحبة السيادة، بما في ذلك العلاقات الدبلوماسية بين الدول، والمنظمات الدولية، وكذلك بين الأشخاص المعنويين من القانون العام وأشخاص القانون الخاص. ويشمل القانون الدستوري والقانون الإداري والقانون الضريبي والقانون الجنائي بالإضافة إلى جميع القوانين الإجرائية. تسود القواعد الإلزامية في القانون العام. القوانين المتعلقة بالعلاقات بين الأفراد تنتمي إلى القانون الخاص.
تقليديًا، يُعارض القانون العام القانون الخاص، الذي يشمل مجموعة القواعد التي تنظم العلاقات بين الأفراد، سواء كانوا أشخاصًا طبيعيين أو معنويين. العلاقات التي يحكمها القانون العام غير متكافئة - يمكن للهيئات الحكومية (المركزية أو المحلية) اتخاذ قرارات بشأن حقوق الأفراد. ومع ذلك، واستنادا لمبدأ سيادة القانون، لا يجوز للسلطات التصرف إلا بموجب القانون (secundum et intra legem). يجب على الحكومة الامتثال للقانون. على سبيل المثال، يمكن لمواطن غير راض عن قرار سلطة إدارية أن يطلب من المحكمة مراجعة قضائية.

## المجالات
- القانون الدستوري الذي ينظم سلطات الدولة: البرلمان، الحكومة، العدالة؛
- القانون الإداري الذي ينظم هيكل الإدارة العمومية، وعلاقاتها مع الأفراد، وموظفيها ومورديها؛
- القانون الضريبي الذي يحدد شروط ومقدار مشاركة المكلّفين في ميزانيات الدولة والهيئات العامة؛
- المالية العامة التي تشمل جميع القواعد التي تحكم مالية الدولة والهيئات المحلية ومنظمات الضمان الاجتماعي والمؤسسات العامة وجميع الأشخاص المعنويين من القانون العام؛
- القانون العمراني (قانون التخطيط العمراني) وقانون البناء.
- القانون الدولي العام الذي يتعلق بالعلاقات بين الدول على الساحة الدولية، وبين الأشخاص الخاصة أو المعنوية والمنظمات الدولية.

تعتبر بعض المذاهب القانونية أن بعض الفئات المصنفة ضمن القانون الخاص في أنظمة قانونية أخرى من النوع الروماني-الألماني تنتمي إلى القانون العام:
- القانون الجنائي الذي يحدد العقوبات المالية أو الجسدية التي يمكن أن تفرضها الدولة، من خلال المحاكم الجنائية، على الأفراد الذين ينتهكون بعض القواعد القانونية. ومع ذلك، فإن القانون الجنائي يتوسط بين القانون العام والقانون الخاص. فهو فرع يحتوي على مكونات من كل من القانون العام والقانون الخاص؛
- الإجراءات الجنائية التي تنظم سير المحاكمة أمام المحاكم القضائية الجنائية عندما تتوفر شروط الجرائم المحددة بموجب القانون الجنائي؛
- الإجراءات المدنية التي تنظم سير المحاكمة أمام المحاكم القضائية المدنية.

وهذه القوانين الإجرائية يعتبرها جزء آخر من بعض المذاهب تمثل نوعًا من القانون المتقاطع بين القانون العام والقانون الخاص.